# Gushikawa
Gushikawa (具志川市 Gushikawa-shi?, Okinawanse: Gushichan) era una ciudad ubicada en prefectura de Okinawa, Japón. El castillo de Agena fue construido aquí, y la ciudad fue fundada en el siglo XVII como  Gushichā Magiri  ( 具 志 川 川 間 切?). Después de que el Reino de Ryūkyū fuera anexado a Japón y el sistema Magiri fuera abolido, el área pasó a llamarse aldea de Gushikawa en 1908. Gushikawa fue elevado a estado de ciudad el 1 de julio de 1968.

Bandera de la ciudad de Gushikawa.

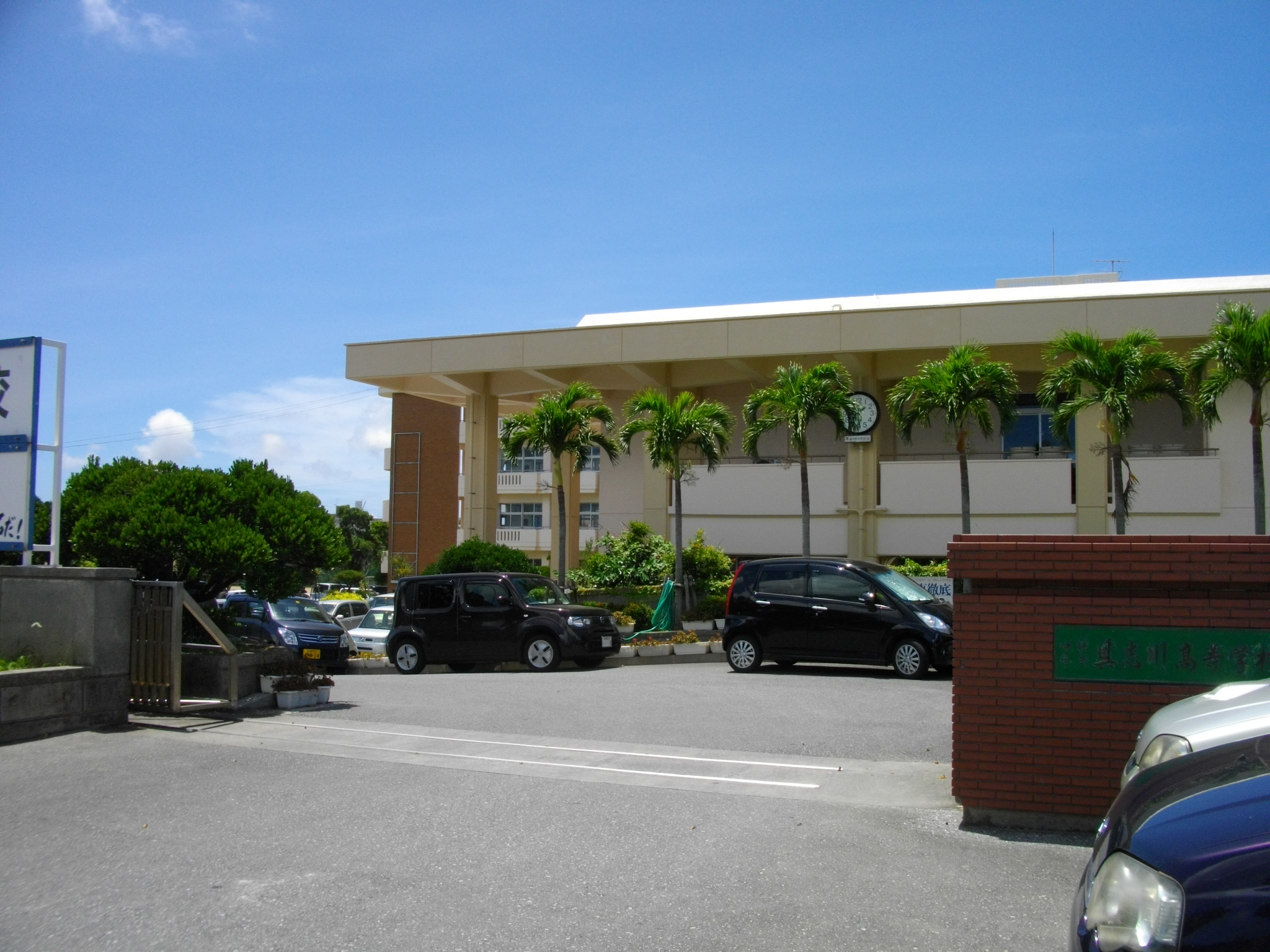
Preparatoria en la ciudad de Gushikawa.

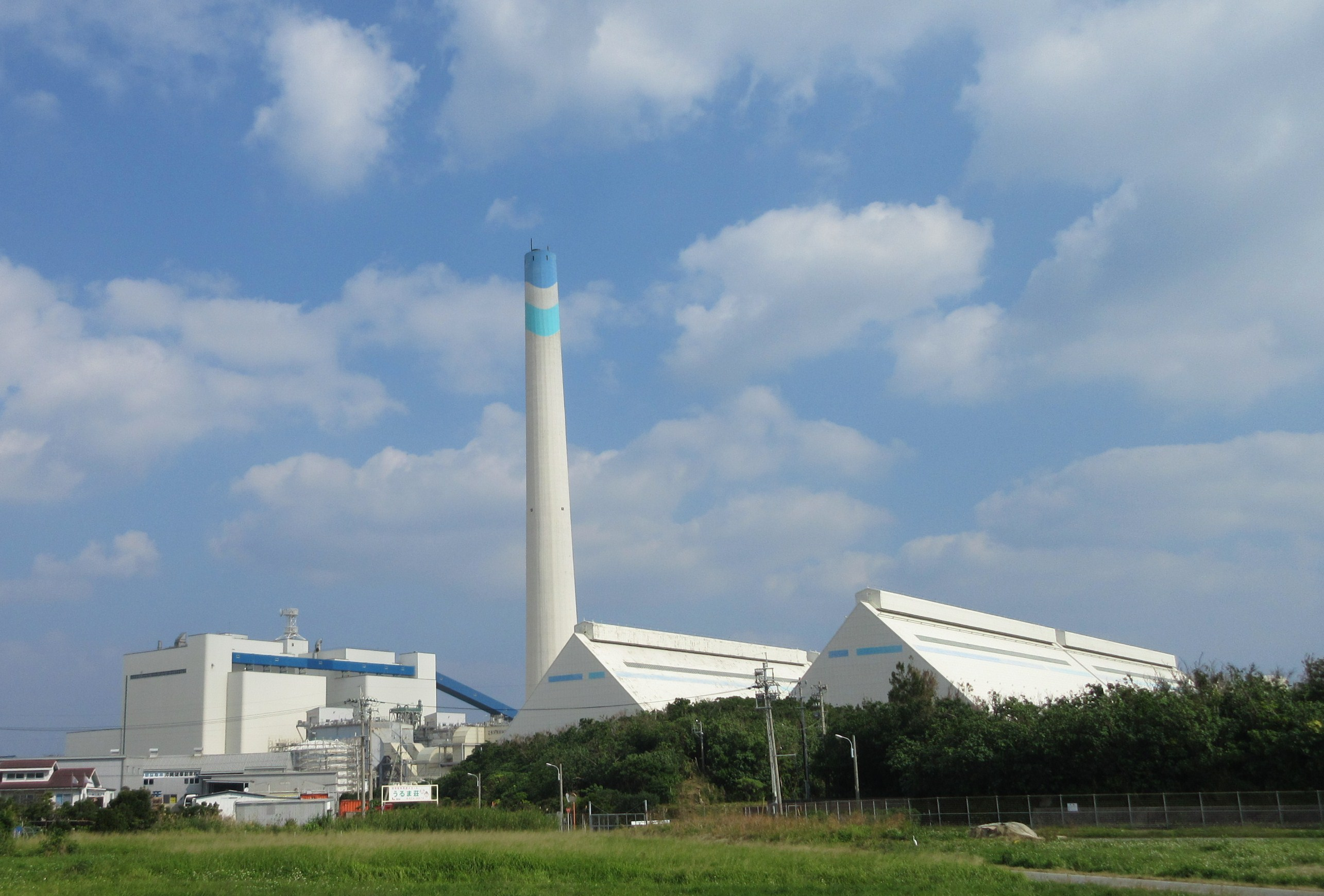
Central eléctrica de Gushikawa.

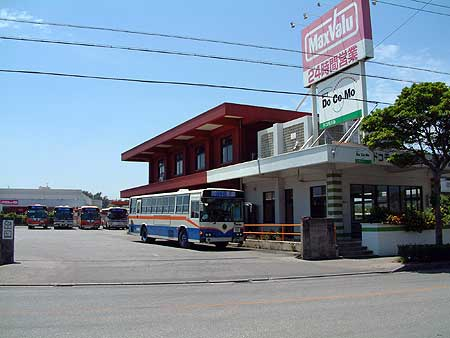
Terminal de autobuses en la ciudad de Gushikawa.

A partir de 2003, la ciudad tenía una población estimada de 62,814 y una densidad poblacional de 1,963.55 personas por km². El área total de la ciudad era de 31,99 km².
El 1 de abril de 2005, Gushikawa, junto con la ciudad de Ishikawa, y las ciudades de Katsuren y Yonashiro (ambas del distrito de Nakagami), se fusionaron para crear la ciudad de Uruma.